# BD1060
BD1060 o N-[2-(3,4-dichlorophenyl)ethyl]-1-pyrrolidineethanamine es un antagonista selectivo del receptor sigma, con una afinidad de unión informada de Ki = 3 ± 0.1 nM por el receptor sigma-1 y superior a 50 veces selectividad sobre el receptor sigma-2.
Al igual que otros antagonistas del receptor sigma, el tratamiento previo de ratones Swiss Webster con BD1060 reduce significativamente la toxicidad conductual de la cocaína.